# Chalarodon
Chalarodon is een geslacht van hagedissen uit de familie madagaskarleguanen (Opluridae).

## Naam en indeling
De wetenschappelijke naam van het geslacht werd voor het eerst voorgesteld door Peters in 1854. Er zijn twee soorten, inclusief de pas in 2015 beschreven soort Chalarodon steinkampi. Tot 2015 was de groep monotypisch.

## Beschermingsstatus
Door de internationale natuurbeschermingsorganisatie IUCN is aan een soort een beschermingsstatus toegewezen. De magadaskarleguaan wordt beschouwd als 'veilig' (Least Concern of LC).

### Soorten
Het geslacht omvat de volgende soorten, met de auteur en het verspreidingsgebied.
| Naam                                            | Auteur                                    | Verspreidingsgebied      |
| ----------------------------------------------- | ----------------------------------------- | ------------------------ |
| Madagaskarleguaan (Chalarodon madagascariensis) | Peters, 1854                              | Zuidwestelijk Madagaskar |
| Chalarodon steinkampi                           | Miralles, Glaw, Ratsoavina & Vences, 2015 | Zuidoostelijk Madagaskar |